# Ann Sofi Nilsson
Ann Sofi Nilsson, egentligen Ann-Sofie Katarina Nilsson, född 7 februari 1951 i Stockholm, död 8 maj 2014, var en svensk skådespelare och sångerska. Hon var syster till skådespelarna Lise-Lotte Nilsson och Cecilia Nilsson. Hon gav även skivan När kommer dagen på Oktoberförlaget.

## Filmografi
- 1994 –  Räveld – en svensk folksägen
- 1977 – Kalkonen
- 1977 – Fia i folkhemmet
- 1973 – Skotten i Sandarne
- 1973 – Om 7 flickor

## Teater

### Roller (ej komplett)
| År   | Roll | Produktion                                  | Regi          | Teater          |
| ---- | ---- | ------------------------------------------- | ------------- | --------------- |
| 1981 |      | Balladen om Eulenspiegel Günther Weisenborn | Jindra Puhony | Fria Proteatern |